# Jiang Xinyu
Jiang Xinyu (3 marzo 1999) è una tennista cinese.

## Carriera
Jiang Xinyu ha vinto 14 titoli in doppio nel circuito ITF in carriera. In singolare ha raggiunto la 511ª posizione mondiale il 16 ottobre 2023, mentre in doppio la 27ª posizione mondiale il 9 giugno 2025.
Jiang ha conquistato il primo titolo in carriera al Jiangxi International Women's Tennis Open 2017 nel doppio insieme alla connazionale Tang Qianhui, sconfiggendo in finale le teste di serie numero 4 Arina Rodionova e Alla Kudrjavceva. L'anno successivo, Jiang e Tang hanno riconquistato il torneo di Nanchang battendo questa volta in finale le connazionali Lu Jingjing e You Xiaodi.
Dopo essersi presa una pausa dal tour professionistico, fa il suo ritorno nel gennaio 2023 prendendo parte ad alcuni tornei del circuito ITF. Nel mese di aprile, partecipa con la squadra cinese nella Billie Jean King Cup. Conquista il terzo titolo in carriera al Guangzhou Open 2023 insieme a Guo Hanyu, superando nell'ultimo atto la coppia giapponese e seconde del seeding Eri Hozumi e Makoto Ninomiya.
Nel 2024, gioca due finali ad Hobart e a Hua Hin sempre in coppia con Guo Hanyu, ma in entrambi i casi vengono sconfitte. Raggiungono anche il terzo turno agli Australian Open. In estate, cambia partner e fa coppia con la taipeana Wu Fang-hsien e raggiungono la finale a Washington, seguita con un secondo turno agli US Open.
Nel 2025, inizia la stagione sempre giocando con Wu e conquistano i primi due titoli dell'anno, vincendo consecutivamente ad Auckland e Hobart. Nel mese di febbraio, raggiungono la prima finale WTA 1000 della carriera a Doha, dove ne escono sconfitte dalle italiane Sara Errani e Jasmine Paolini.

## Statistiche WTA

### Doppio

#### Vittorie (5)
| Legenda               | Legenda      |
| --------------------- | ------------ |
| Grande Slam (0)       |              |
| Ori Olimpici (0)      |              |
| WTA Finals (0)        |              |
| WTA Elite Trophy (0)  |              |
| Dal 2009 al 2020      | Dal 2021     |
| Premier Mandatory (0) | WTA 1000 (0) |
| Premier 5 (0)         | WTA 1000 (0) |
| Premier (0)           | WTA 500 (0)  |
| International (2)     | WTA 250 (3)  |

| N. | Data              | Torneo                       | Superficie | Compagna      | Avversarie in finale                 | Punteggio   |
| 1. | 30 luglio 2017    | Jiangxi Open, Nanchang       | Cemento    | Tang Qianhui  | Arina Rodionova Alla Kudrjavceva     | 6-3, 6-2    |
| 2. | 29 luglio 2018    | Jiangxi Open, Nanchang (2)   | Cemento    | Tang Qianhui  | Lu Jingjing You Xiaodi               | 6-4, 6-4    |
| 3. | 23 settembre 2023 | Guangzhou Open, Guangzhou    | Cemento    | Guo Hanyu     | Eri Hozumi Makoto Ninomiya           | 6-3, 7-6(4) |
| 4. | 5 gennaio 2025    | ASB Classic, Auckland        | Cemento    | Wu Fang-hsien | Aleksandra Krunić Sabrina Santamaria | 6-4, 6-3    |
| 5. | 11 gennaio 2025   | Hobart International, Hobart | Cemento    | Wu Fang-hsien | Monica Niculescu Fanny Stollár       | 6-1, 7-6(6) |

#### Sconfitte (5)
| Legenda              |
| -------------------- |
| Grande Slam (0)      |
| Argenti Olimpici (0) |
| WTA Finals (0)       |
| WTA Elite Trophy (0) |
| Dal 2021             |
| WTA 1000 (1)         |
| WTA 500 (1)          |
| WTA 250 (3)          |

| N. | Data              | Torneo                       | Superficie | Compagna      | Avversarie in finale           | Punteggio        |
| 1. | 30 settembre 2023 | Ningbo Open, Ningbo          | Cemento    | Guo Hanyu     | Laura Siegemund Vera Zvonarëva | 6-4, 3-6, [5-10] |
| 2. | 13 gennaio 2024   | Hobart International, Hobart | Cemento    | Guo Hanyu     | Chan Hao-ching Giuliana Olmos  | 3-6, 3-6         |
| 3. | 4 febbraio 2024   | Thailand Open, Hua Hin       | Cemento    | Guo Hanyu     | Miyu Katō Aldila Sutjiadi      | 4-6, 6-1, [7-10] |
| 4. | 3 agosto 2024     | Washington Open, Washington  | Cemento    | Wu Fang-hsien | Asia Muhammad Taylor Townsend  | 6(0)-7, 3-6      |
| 5. | 15 febbraio 2025  | Qatar Ladies Open, Doha      | Cemento    | Wu Fang-hsien | Sara Errani Jasmine Paolini    | 5-7, 6(10)-7     |